# Gilberto Gil (álbum de 1968)
Gilberto Gil, também conhecido com o sobrenome de "Frevo Rasgado", é o segundo álbum de estúdio do cantor e compositor brasileiro Gilberto Gil, lançado em 1968, pela Philips. Tido como um dos álbuns fundamentais da Tropicália, movimento em que Gil é um dos fundadores, o projeto apresenta "um rock maluco", ao lado de Os Mutantes, com canções de Torquato Neto, Bruno Ferreira, além do próprio Gil com Juan Arcon, produção de Manoel Barenbein e arranjos de Rogério Duprat. Em outubro de 2007, o álbum entrou na lista dos 100 maiores discos da música brasileira, feita pela revista Rolling Stone Brasil, ocupando a 78ª colocação. A primeira canção a ser lançada, "Domingo no Parque", foi apresentada no III Festival da Record, em outubro de 1967, obtendo o 2º Lugar.

## Música e temática
Em entrevista publicada dada à Lais de Castro, para a revista InTerValo, em 14 de janeiro de 1968, Gil fala sobre as canções e a produção de seu novo LP, Gilberto Gil. Ao lado de Torquato Neto, ele compôs "Domingou", que, segundo De Castro, "trata-se de um domingo no Rio, mas, não tem nada a ver com 'Domingo no Parque'". Nesta entrevista, Gil diz que "as coisas que têm que ser ditas, têm que ser ditas. Em uma ou dez palavras. A gente abre mão da letra curta, às vezes, para dizer o que quer".

## Recepção da crítica
| Críticas profissionais | Críticas profissionais |
| Avaliações da crítica  | Avaliações da crítica  |
| Fonte                  | Avaliação              |
| ---------------------- | ---------------------- |
| Allmusic               | [ 2 ]                  |
| MusicStory             | [ 10 ]                 |

A allmusic, diz que o álbum traz "algumas das melhores canções" da carreira de Gilberto Gil, dizendo que as canções "Domingo no Parque", "Frevo Rasgado" e o single "Pega a Voga, Cabeludo", possuem um "pop eufórico, que foram igualmente inspirados pelo bombástico Carnaval" e do rock'n'roll inteligente, vindo do Reino Unido". John Bush, finaliza sua crítica dizendo que o álbum é "agradável" e dando ao mesmo a pontuação máxima de cinco estrelas. Apesar de não ter escrito resenhas, o site MusicStory dá ao álbum uma pontuação total de cinco estrelas.

## Capa
A capa original foi criada por Antonio Dias e Rogério Duarte. Gilberto Gil aparece num uniforme militar, fotografado por David Drew Zingg. Na contracapa, também assinada pelos três artistas, aparecem várias fotos de Gil, usando chapéu de couro e novamente a roupa de general, de forma a representar a variedade de estilos do disco.

## Faixas
Todas as faixas escritas por Gilberto Gil, exceto onde notado.
| Lado A |                         |                              |         |  |
| N.º    | Título                  | Compositor(es)               | Duração |  |
| 1.     | "Frevo Rasgado"         | Gilberto Gil, Bruno Ferreira | 1:53    |  |
| 2.     | "Coragem pra Suportar"  |                              | 2:55    |  |
| 3.     | "Domingou"              | Gilberto Gil, Torquato Neto  | 2:55    |  |
| 4.     | "Marginália II"         | Gilberto Gil, Torquato Neto  | 2:39    |  |
| 5.     | "Pega a Voga, Cabeludo" | Juan Arcon, Gilberto Gil     | 4:44    |  |

| Lado B |                             |                |         |  |
| N.º    | Título                      | Compositor(es) | Duração |  |
| 6.     | "Ele Falava Nisso Todo Dia" |                | 2:33    |  |
| 7.     | "Procissão"                 |                | 2:55    |  |
| 8.     | "Luzia Luluza"              |                | 4:03    |  |
| 9.     | "Pé da Roseira"             |                | 3:03    |  |
| 10.    | "Domingo no Parque"         |                | 3:46    |  |

| Faixa bônus (Re-lançamentos) |                                              |                             |         |  |
| N.º                          | Título                                       | Compositor(es)              | Duração |  |
| 11.                          | "Barca Grande"                               |                             | 2:41    |  |
| 12.                          | "A Coisa Mais Linda Que Existe"              | Gilberto Gil, Torquato Neto | 3:59    |  |
| 13.                          | "Questão de Ordem"                           |                             | 5:31    |  |
| 14.                          | "A Luta Contra a Lata ou a Falência do Café" |                             | 2:49    |  |
| Duração total:               | Duração total:                               | Duração total:              | 41:50   |  |

## Ficha técnica
| Original Vocal - Os Mutantes (vocais de apoio) Produção - Manoel Barenbein (Produtor musical) - Antonio Dias (Coordenador gráfico) - Rogerio Duarte (Coordenador gráfico) - David Drew Zingg (Coordenador gráfico) - Júlio Pio (Coordenador gráfico) - Gary Hobish (Masterização de áudio) Arranjos e regência - Rogério Duprat | Re-lançamentos Produção - Marcelo Fróes (Produtor executivo) - Adriana Lins (Projeto gráfico) - Guto Lins (Projeto gráfico) - Carolina Ferman (Assistente) - Gê Alves Pinto (Coordenador gráfico) - Geysa Adnet (Coordenadora gráfica) - Carlos Savalla (Remasterização de áudio, em outubro de 1998) |

## Histórico de lançamentos
| Brasil | Maio de 1968     | Disco de vinil | Philips Records   | R 765.024 L |
| Brasil | Dezembro de 2018 | Disco de vinil | Noize Record Club | NRC020      |